# Jardim Glória (Várzea Grande)
Jardim Glória é um bairro da cidade de Várzea Grande , no estado de Mato Grosso o bairro possui perfil comercial, industrial e residencial.
O bairro é também uma região que concentra se bairros como Jardim dos Estados, Mapim, Asa Bela,Jardim Alá, Nova Esperança e estende aos Jardim Glória I e Jardim Glória II.

## Economia
Sua economia é predominantemente comercial e industrial, o seu comercio está concentrado na Avenida Julio Campos, aonde a concentração de lojas de materiais para construção, auto peças, supermercados e um importante comercio atacadista na avenida Julio Campos.
No setor industrial no passado teve industrias de compensados, laminados, atualmente estão centrais de distribuição, e parte do setor de distribuição da cidade.

## Principais Avenidas
- Avenida Julio Campos
- Avenida Ary Leite de Campos
- Avenida DNER